# Jag sträcker mig mot himlen/Om du var min
Jag sträcker mig mot himlen och Om du var min är två låtar inspelade av artisten Nanne Grönvall. Den förra är skriven av Nanne, medan den senare skrevs av Niklas Edberger, Johan Fransson, Tim Larsson och Tobias Lundgren.
Låtarna gavs ut på gemensam singelskiva 2005 som en uppföljare på Nannes succé med låten Håll om mig. Jag sträcker mig mot himlen remixades och finns utgiven i tre versioner, alla på denna singelskiva. Om du var min var den största hiten av de båda och spelades flitigt på olika radiostationer i mitten av 2005. Singeln nådde som högst plats tre på den svenska försäljningslistan och låg kvar på topp 60 i 24 veckor. Senare samma år togs båda låtarna med på Nannes album Alltid på väg.